# Artūrs Irbe
Artūrs Irbe, född 2 februari 1967 i Riga, Lettland, är en lettisk före detta professionell ishockeymålvakt som under 13 säsonger i NHL spelade 568 matcher.
Det första professionella ishockeylaget Irbe spelade i var Dynamo Riga i sovjetiska ligan mellan 1987 och 1991. Under denna period spelade han också i Sovjetunionens landslag och var med i VM 1989 och 1990. Sovjet vann dessa två turneringar och Irbe blev guldmålvakt i turneringen 1990. Arturs Irbe draftades av Minnesota North Stars i 1989 års NHL-draft som 196:e spelare totalt. Irbe började spela i NHL 1991. Det första NHL-laget han spelade i var San Jose Sharks, från 1991 till 1996. I NHL har han även spelat All-Star-matcher 1994 och 1999.